# Lecithin-Retinol-Acyltransferase
Die Lecithin-Retinol-Acyltransferase (LRAT) ist das Enzym in Wirbeltieren, das die Veresterung von Retinol katalysiert. Diese Reaktion findet in allen Gewebetypen statt, die Vitamin A speichern, besonders aber in Netzhaut, Leber und Darm. Retinylester (im Mensch hauptsächlich Retinylpalmitat) sind außerdem die bevorzugte Form, in der Vitamin A vom Darm zur Leber transportiert wird. LRAT ist in der Membran des ER lokalisiert und bezieht eines der beiden Substrate von dort. Mutationen im LRAT-Gen sind eine Ursache für Retinitis pigmentosa.
Ratten ohne LRAT sind nicht in der Lage, Vesikel in Leber-Ito-Zellen zu bilden, die als Fettspeicher dienen. Die Speicherung von Vitamin A in der Netzhaut wurde an Mäusen untersucht und war abhängig von der Anwesenheit von LRAT. In vielen menschlichen Krebs-Zelllinien ist die Genexpression von LRAT erniedrigt. Auf der anderen Seite reagieren Mäuse mit erhöhter LRAT-Expression empfindlicher auf Karzinogene im oralen Bereich.

## Katalysierte Reaktion
+  {\displaystyle \longrightarrow }

{\displaystyle \longrightarrow }  + 
All-trans-Retinol und Dipalmitoyllecithin werden zu Retinylpalmitat und 2-Palmitoyllecithin umgesetzt.